# 訃報 1971年6月
訃報 1971年6月（ふほう 1971ねん6がつ）では、1971年（昭和46年）6月中に物故した、又は物故が報じられた人物についてまとめる。

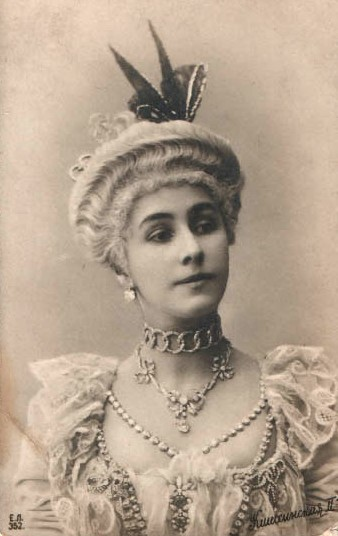
マチルダ・クシェシンスカヤ / 6月7日没

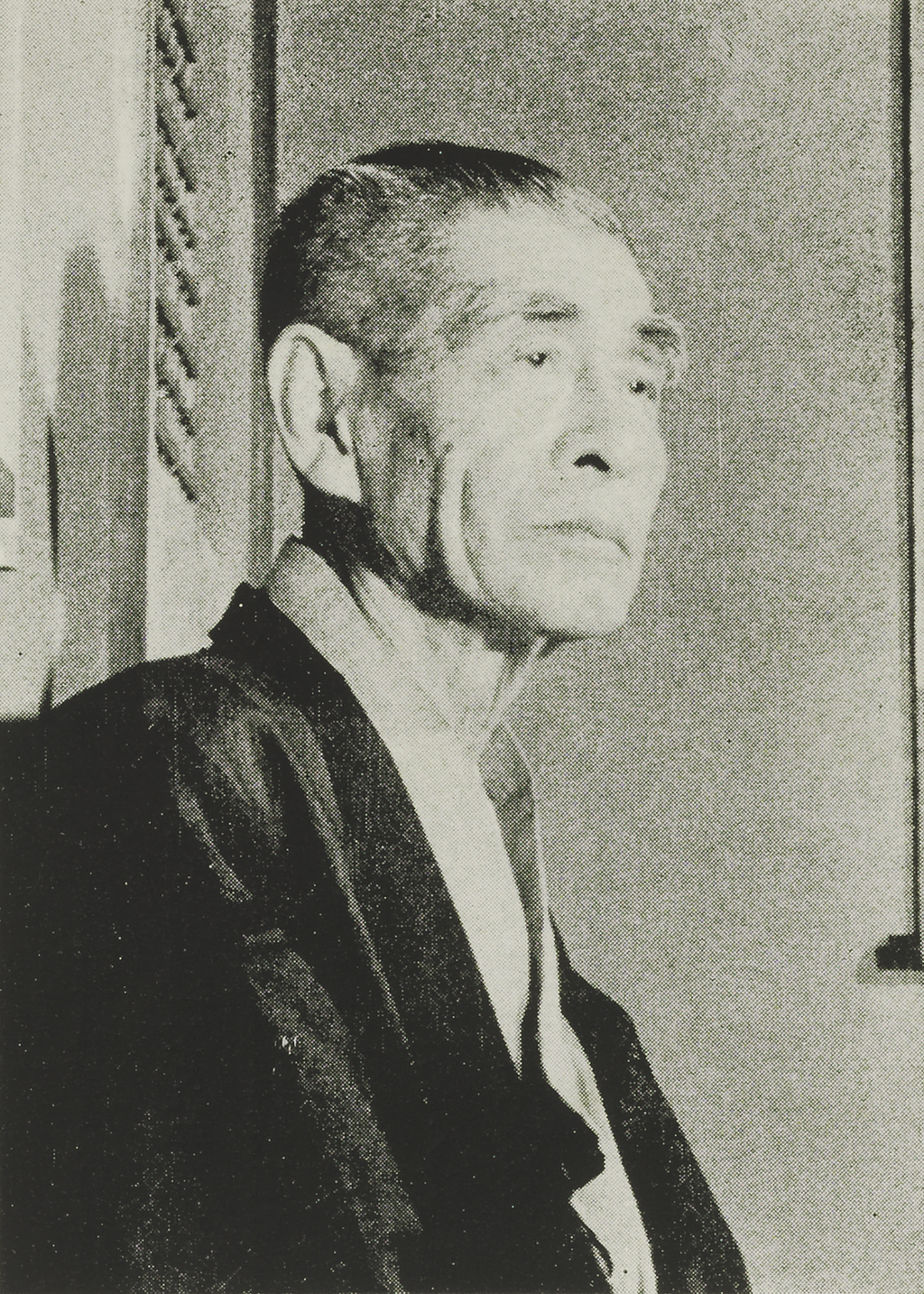
松永安左エ門 / 6月16日没

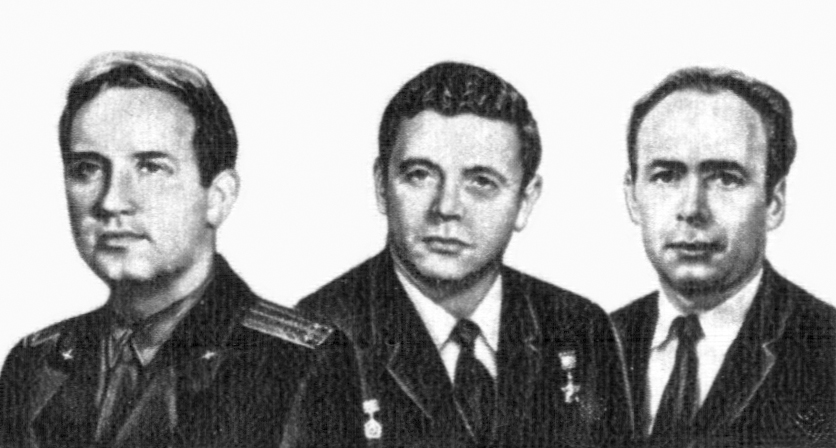
ソユーズ11号乗組員 / 6月30日没

## （1日 - 15日）
- 6月1日 - 奥村寅吉、剣道家（* 1878年）
- 6月3日 - 剣持勇、インテリアデザイナー（* 1912年）
- 6月4日 - クレア・デニス、水泳選手（* 1916年）
- 6月5日 - ミハイル・ヴァトルヒン、軍人（* 1890年）
- 6月6日 - 御木本隆三、著述家（* 1893年）
- 6月6日 - 金子喜代太、実業家（* 1883年）
- 6月6日 - 藤枝泉介、政治家（* 1907年）
- 6月6日 - エドワード・アンドレード、物理学者・作家（* 1887年）
- 6月7日 - マチルダ・クシェシンスカヤ、バレエダンサー（* 1872年）
- 6月7日 - 金久保通雄、新聞記者（* 1909年）
- 6月7日 - 大石ヨシエ、政治家（* 1897年）
- 6月8日 - 長守善、経済学者（* 1900年）
- 6月10日 - マイケル・レニー、俳優（* 1909年）
- 6月13日 - 日夏耿之介、詩人・英文学者（* 1890年）
- 6月13日 - 斯波孝四郎、実業家（* 1875年）
- 6月13日 - 海沼實、童謡作曲家（* 1909年）
- 6月14日 - エルンスト・ハインリヒ・フォン・ザクセン、ザクセン王国の王族（* 1896年）
- 6月14日 - カルロス・ガルシア、政治家（* 1896年）
- 6月15日 - ウェンデル・スタンリー、化学者（* 1904年）
- 6月15日 - 謝覚哉、政治家・教育者（* 1884年）

## （16日 - 30日）
- 6月16日 - 松永安左エ門、財界人・茶人（* 1875年）
- 6月16日 - 千葉益子、美容家（* 1898年）
- 6月18日 - トーマス・ゴメス、俳優（* 1905年）
- 6月18日 - パウル・カラー、化学者（* 1889年）
- 6月19日 - ガーフィールド・ウッド、起業家・モーターボート設計者（* 1880年）
- 6月19日 - 顧水如、囲碁棋士（* 1892年）
- 6月20日 - 赤松寅七、陸軍軍人（* 1882年）
- 6月20日 - 曽我量深、真宗大谷派僧侶・仏教思想家（* 1875年）
- 6月20日 - 市川中車 (8代目)、歌舞伎役者（* 1896年）
- 6月21日 - 陳垣、歴史学者（* 1880年）
- 6月21日 - 永田新之允、衆議院議員（* 1871年）
- 6月24日 - 大隅憲二、実業家・政治家（* 1893年）
- 6月25日 - ジョン・ボイド・オア、医師（* 1880年）
- 6月25日 - シャルル・ヴィルドラック、作家（* 1882年）
- 6月26日 - フアン・マネン、ヴァイオリニスト・作曲家（* 1883年）
- 6月26日 - ギジェルモ・ウリベ・オルギン、作曲家・ヴァイオリニスト（* 1889年）
- 6月27日 - 林弘高、元吉本興業社長、芸能プロモーター（* 1907年）
- 6月28日 - フランツ・シュタングル、ナチス親衛隊将校（* 1908年）
- 6月28日 - 保高徳蔵、小説家（* 1889年）
- 6月28日 - ギャヴィン・シモンズ、法曹家、判事、大法官（* 1881年）
- 6月29日 - 岩崎民平、英語学者・辞書編纂者（* 1892年）
- 6月30日（ソユーズ11号の事故による犠牲者）
  - ビクトル・パツァーエフ、宇宙飛行士（* 1933年）
  - ゲオルギー・ドブロボルスキー、宇宙飛行士（* 1928年）
  - ウラディスラフ・ボルコフ、宇宙飛行士（* 1935年）